# Canut
Pour les articles homonymes, voir Canut (homonymie).

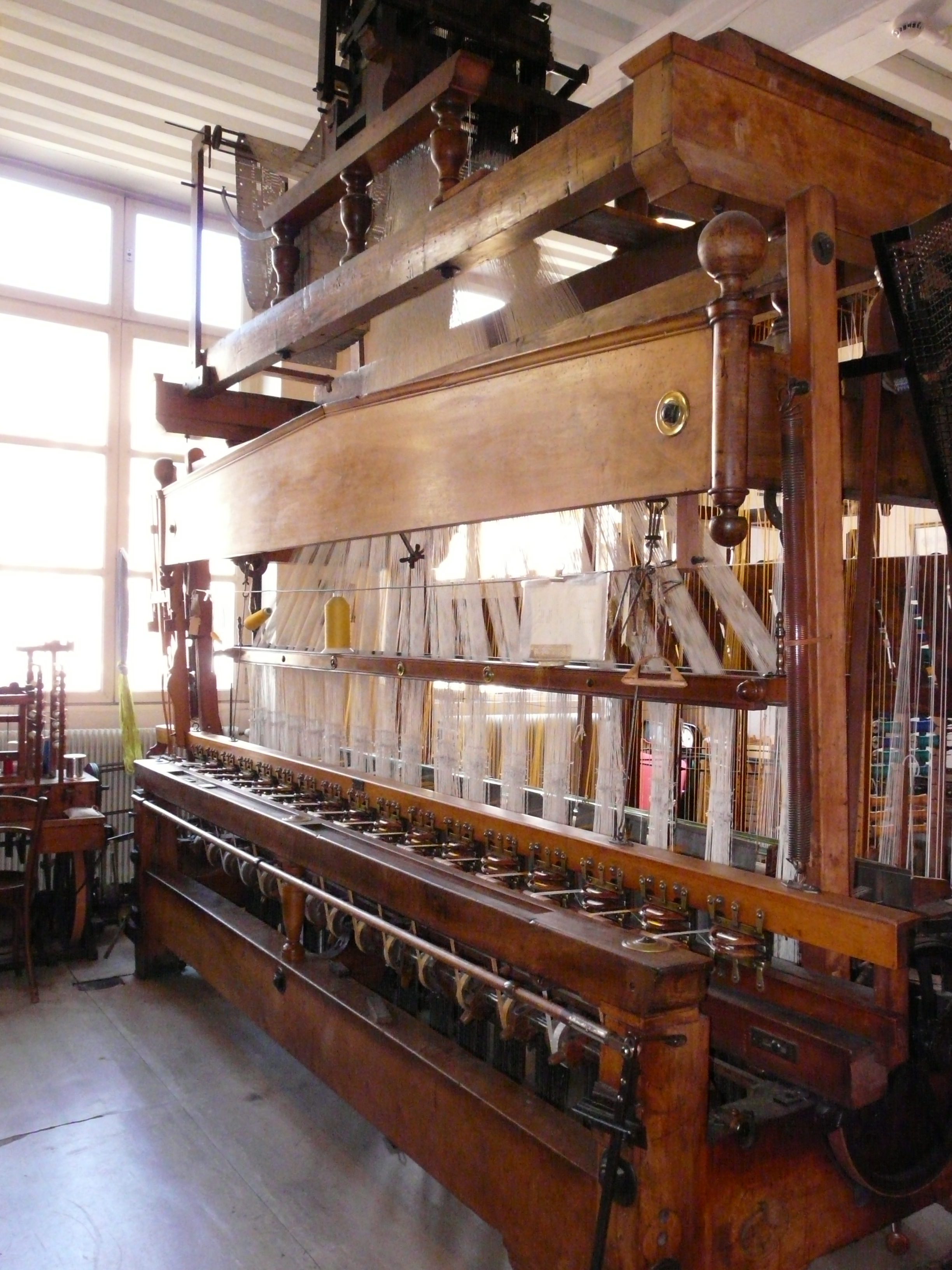
Métier à tisser canut.

Les canuts, prononcé [kany], étaient les tisserands de la soie sur les machines à tisser. Les canuts se nomment eux-mêmes « ouvriers de la fabrique ». Ils se trouvaient principalement dans le quartier de la Croix-Rousse à Lyon (France) au XIXe siècle.
Le canut peut également être, selon le contexte dans lequel le terme est employé, le maître artisan tisserand, propriétaire de son outil de travail.
Les canuts, surtout connus pour leurs révoltes, vont influencer les grands mouvements de pensée sociale du XIXe siècle, des saint-simoniens à Karl Marx, en passant par Fourier ou Proudhon.

## Histoire

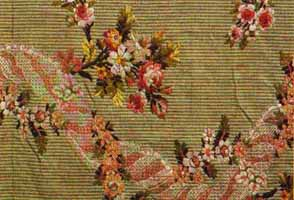
Brocard de soie tissé à Lyon à la fin du XVIIIe siècle.

Depuis le XVIIIe siècle, la « fabrique » (c'est-à-dire l'industrie de la soie) a fait de Lyon la première ville ouvrière de France.
« Pour être un bon canut, il y faut beaucoup d'âme », écrira, au XIXe siècle, Clair Tisseur dans son dictionnaire Le Littré de la Grand'Côte ; cette âme se  constitue au  XVIIIe siècle dans ce quartier de la Grand'Côte qu'ils et elles occupaient alors. Leur esprit, leurs valeurs se construisent à partir du référentiel « soie ». Ainsi, le métier à tisser est souvent au cœur d'un contrat de mariage. Le cadre urbain, très rétréci, en constante mutation, n'offre qu'un choix de nuisances, qu'ils opèrent par rapport au travail créateur : boues et vidanges sont emmenés en dehors de la ville en tonneaux fermés, pour que les gaz n'altèrent pas la soie ; en 1781, par exemple, si une Mme Chartes fait réparer une cloison, alors Anne Bouvier sa voisine, dévideuse de soie, réclame des dommages et intérêts pour la poussière emplissant son travail ; si le passage des poissonniers venus de Bresse envahit l'atmosphère d'une odeur pestilentielle - selon les canuts -, si forte qu'elle risquerait de faire changer les couleurs de la soie, il est exigé qu'ils ferment leurs voitures. La surface des appartements est comptée en nombre de métiers à tisser pouvant y être installés. Ces appartements servent à la fois d'atelier et de logement, mais ce qui est de l'ordre du domestique est autant que possible rejeté à l'extérieur. Dans l'atelier chacun reste concentré à sa tâche. Ce silence, où seuls les gestes sont significatifs, participe à l'élaboration de l’œuvre et, par là, à l'équilibre de la vie familiale. Autour de la soie, les hommes et les femmes construisent leur minimum vital, par la notion de création : c'est la conscience d'une création riche qui les porte dans les moments de disette. Le calme et la concentration imposent un minimum affectif dans le cadre feutré, cérémoniel, de l'atelier. Nombreux sont les apprentis qui n'arrivent pas à devenir compagnon à cause de cette discipline sentimentale difficile. De l'atelier-maison à la rue, tout un ensemble de protocoles se mettent en place, basés sur des passages fermés de portes et de serrures qui régulent les accès. Et dans la rue se déploient toute une existence de partage et de solidarités, la constitution d'une famille élargie, où le voisinage, les sentiments ou la sexualité s'expriment. Si une personne est cherchée par la police elle est vite prévenue, cachée et protégée. C'est cette organisation morale, faite de résignation et d'une profonde fierté de soi par le travail de la soie, qui formera le dynamisme de la fabrique et son énergie révolutionnaire.
Au début du XIXe siècle, l'arrivée des métiers à tisser de grande taille (tels que les métiers Jacquard) modifie profondément le travail de la soie, mais également le mode de vie des ouvriers. Ces métiers à tisser sont trop hauts pour pouvoir être utilisés dans les logements des quartiers de Saint-Nizier, Saint-Georges et Saint-Jean.
Les anciens couvents de la Croix-Rousse, aux plafonds très élevés, sont parfaits pour héberger les premières mécaniques, mais très vite il faut de nouveaux immeubles pour y installer les tisseurs (ex. : le clos Dumenge). On construit les bâtiments en fonction de ces imposants métiers, qui ont en moyenne 4 mètres de hauteur, et on les dote de hautes fenêtres, les plafonds étant renforcés par des poutres en chêne.
La commune de la Croix-Rousse, qui n'est alors pas encore rattachée à la ville de Lyon, offre d'autres avantages : c'est une zone dispensée de l'octroi, à l'abri des inondations, et dont les loyers sont moins élevés que ceux de Lyon.
On assiste ainsi à la naissance d'un quartier manufacturier et surtout d'une catégorie professionnelle spécifique, les « canuts ».
On distingue alors deux catégories de travailleurs de la soie : les maîtres tisseurs (ou chefs d’atelier) et les compagnons, les premiers ne se distinguant que par le fait qu'ils sont propriétaires de leurs métiers à tisser.
En 1834, le nombre de chefs d'atelier connaît une forte augmentation, pour atteindre 2 500. Ces nouveaux arrivants radicalisent leur profession en faveur du mutuellisme. Il existait déjà, à l'époque, depuis 1828, le « Devoir mutuel », une organisation d’entraide. Ils développent aussi un rapprochement avec les républicains (voir Républicains français sous la monarchie de Juillet), par la Société des droits de l'homme, qui se créée à Lyon en 1833. Toutefois, conscients de leur singularité, les canuts arbitrent à cette époque, non sans quelques crises internes, en faveur du mutuellisme. Ainsi, en 1834, quand les républicains les poussent à la révolte, les canuts choisissent la modération. Ils préfèrent la doctrine de Fourier, le fouriérisme. Alors que les républicains comptaient sur une évolution politique pour changer la société, les fouriéristes recherchaient cette évolution dans un travail diversifié, ce qui correspondait mieux à ce qui se passait dans la fabrique canuse. Le fouriérisme décrivait aux canuts comment, à partir de leur activité, prendre le contrôle de leur salaire, s'émanciper en politique, devenir les acteurs de leur vie. C'est dans cet esprit qu'ils vont s'interroger sur le rôle des femmes et sur les modèles d'association.
En 1835, l'administration compte environ 8 000 chefs d'atelier à Lyon (dont la moitié à la Croix-Rousse). Il y a près de 30 000 compagnons, cette évaluation comprenant les femmes et enfants des chefs d'atelier, mais pas les apprentis. Parmi les compagnons il y a un peu plus d'hommes que de femmes (en 1834 par exemple 1234 compagnons, 897 compagnonnes, 670 apprentis hommes, 599 apprentis femmes). Toutefois, dans l'ensemble des métiers de la fabrique il y a plus de femmes que d'hommes.
Au cours de l'histoire il existe aussi une notion de « canut paysan ». Elle recouvre différents aspects. Beaucoup des canuts de la fin du XVIIIe siècle viennent des campagnes, mais, à partir du début du XXe siècle, une sorte d'élitisme canut se forme, pour lequel le supposé vrai canut est né à La Croix-Rousse. Cela signifie qu'un ouvrier et paysan qui ne vient à Lyon que lorsqu'il y a du travail, ou pire qui a un atelier de tissage installé ailleurs, ne serait pas vraiment du sérail. Tout en reconnaissant le savoir-faire de ces paysans-tisseurs (une autre de leur appellation), les canuts installés à Lyon les accusent d'avoir détourné le travail à leur profit. De fait il existe à partir de la fin du XIXe siècle dans le Bas-Dauphiné ou autour de Lyon toute une proto-industrie du tissage. Ces canuts-paysans sont majoritairement des femmes : des ouvrières canuses-paysannes,.

### La révolte des canuts

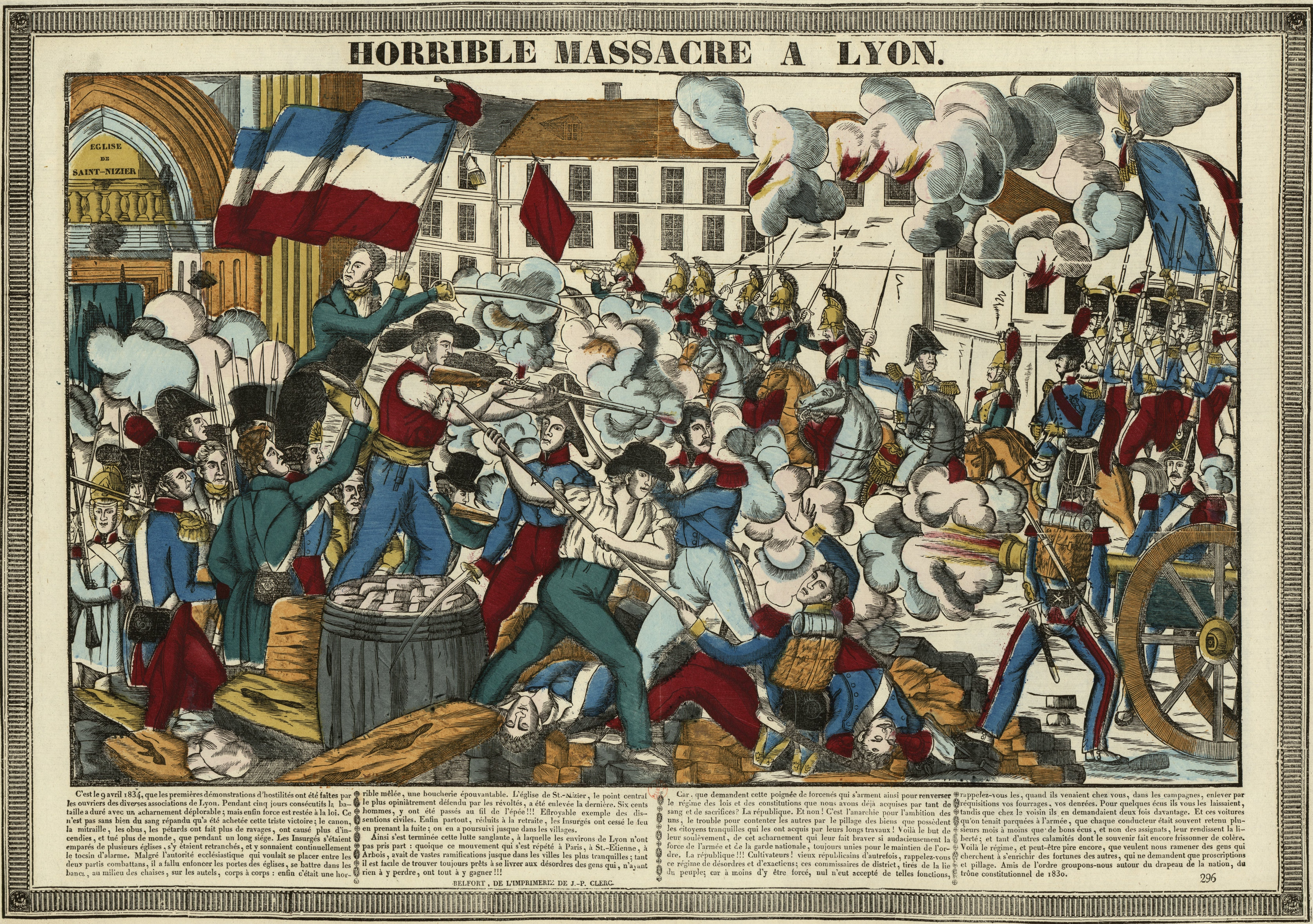
Révolte des canuts de 1834. Gravure sur bois coloriée, BNF.

Les canuts, étant soumis à de rudes conditions de travail (ils travaillaient dix-huit heures par jour), se révoltent à de nombreuses reprises. Leur première révolte, en novembre 1831, est considérée comme l'une des premières révoltes ouvrières. Ils occupent Lyon aux cris de : « Vivre libre en travaillant ou mourir en combattant ! ». Le roi Louis-Philippe envoie 20 000 hommes de troupe et 150 canons pour réprimer l'émeute.
Le 14 février 1834, les canuts se révoltent de nouveau, en occupant les hauteurs de Lyon, et ils font face pendant six jours à 12 000 soldats, en mettant à profit les traboules, passages obscurs qui permettent d'aller d'une rue à l'autre à travers les immeubles.
Une troisième insurrection a lieu en 1848, au moment de la proclamation de la Deuxième République. Elle est menée par la société ouvrière des « Voraces ». La république permet aux sociétés ouvrières de sortir de la clandestinité en autorisant les associations de type mutualiste ou coopératif.
Les mêmes Voraces mènent une quatrième insurrection en 1849, en écho au soulèvement des républicains parisiens. Circonscrite sur le faubourg de la Croix-Rousse, elle est violemment réprimée.

### Après les révoltes
Après les révoltes, certains soyeux cherchent à produire ailleurs qu'en ville. L'émigration des métiers vers les campagnes s'accentue. En milieu rural, le métier à domicile est un complément aux revenus de la terre. Les ouvriers étant disséminés, les donneurs d'ordre évitent le risque de rébellion.

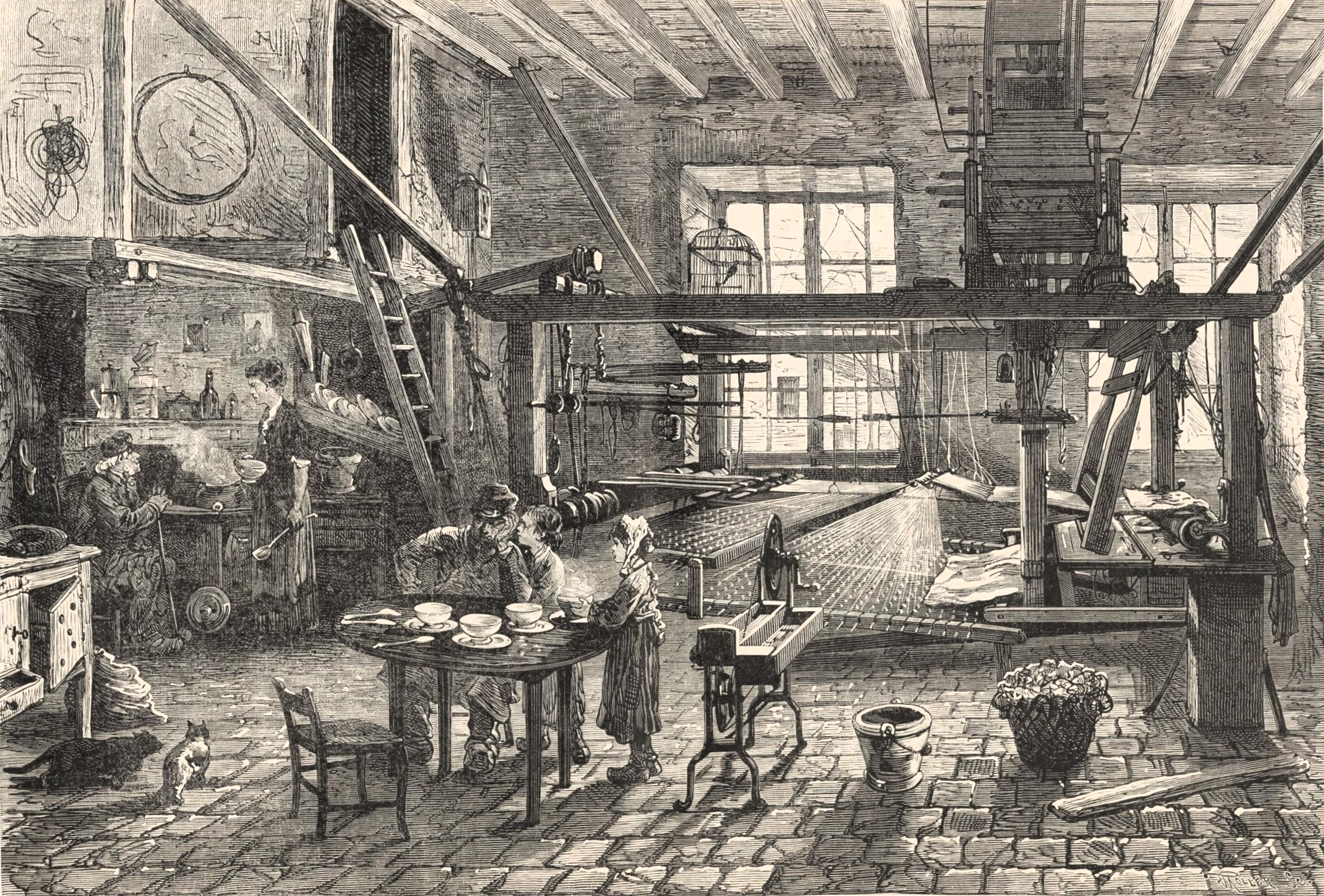
Intérieur d'un atelier de canut, au moment de la crise de 1877.

À partir de 1850, les métiers mécaniques (inventés par Edmund Cartwright) remplacent progressivement les métiers à bras. Cette nouvelle technique, combinée à l'introduction de la machine à vapeur, entraîne le regroupement des métiers en usines.
En 1886, le conseil municipal de Lyon crée une marque aux armes de la ville permettant aux acheteurs de reconnaître une étoffe tissée à Lyon.
En 1894, dans Le Littré de la Grand'Côte, Nizier du Puitspelu écrit : « Lecteur, regarde avec respect ce canut. Tu n'en verras bientôt plus. »
En 1901, à la Croix-Rousse, a lieu l'inauguration de la statue de Jacquard, « bienfaiteur des ouvriers en soie ». On dénombre alors 500 métiers mécaniques.
L'invention de la viscose, également appelée « soie artificielle », donne le coup de grâce à cette industrie.
Aujourd'hui, seuls quelques métiers à bras subsistent, sauvegardés par des musées nationaux ou des associations d'anciens tisseurs.
Dans la seconde moitié du XXe siècle, de vieux chefs ou cheffes d'atelier parlent de leurs souvenirs : l'importance de la vie régulière, presque monotone et humble, du canut :

« À neuf heures, il y avait la soupe. Le compagnon apportait son pain, et la patronne faisait la grande gamelle de soupe, alors
elle coupait le pain dans le bol du compagnon et entre huit heures et
neuf heures, c'est-à-dire au moment où la soupe était cuite, tout le
monde s'amenait, prenait son bol, et puis allait manger à côté de leur
métier ou bien mangeait à table , et puis ça y allait… »

— Francisque G., chef d'atelier, Paroles de « canuts » .
Mais la fin du monde des canuts fait ressortir, une dernière fois, des tensions. Les chefs d'atelier s'interrogent sur les compagnons, ces employés plus ou moins fiables, qui concentrent les souvenirs bons et mauvais des temps anciens. Ils permettaient de gagner plus d'argent et de faire plus de bénéfices, mais les derniers ou les dernières cheffes d'atelier les décrivent comme des personnes très versatiles. Selon eux, ces compagnons n'auraient pas une cellule familiale, base de la fabrique, aussi ils ne seraient pas de vrais canuts. Pour autant, les chefs d'atelier louent les qualités techniques de leurs compagnons, souvent avec enthousiasme. Cette mémoire difficile témoigne des inquiétudes accompagnant la fin de l'époque canuse car, si les compagnons ne peuvent plus vivre de leur art, à la fin du XIXe siècle, les chefs d'ateliers ne le peuvent plus non plus. Les inégalités du système de la fabrique ressortent : lorsque le marchandage des prix à façon aboutissait à une baisse, c'était souvent le compagnon la victime ; il pouvait terminer à la rue, dans l'indifférence. La cohésion des ateliers et des compagnons, autre base de la fabrique, souvent réussie au XIXe siècle parce que les chefs se voyaient plus comme des ouvriers que comme des patrons, souffre avec les derniers canuts et les dernières canuses.

## L'atelier de canut
L'atelier de travail étant familial, l'appartement de canuts est organisé en fonction de la cohabitation travail-famille. La famille fait tout ce qu'elle peut faire dans l'atelier, et ce qu'elle ne peut pas faire est confié à des compagnons, pour les hommes, ou compagnones, pour les femmes. Il est habituel que compagnons et compagnones soient logés et nourris dans l'atelier, le chef d'atelier retenant sur leur salaire les coûts de l'hébergement. Côté fenêtre se trouvent les métiers, alors que dans le coin le plus sombre, une soupente (mezzanine) est aménagée : la partie haute héberge la chambre, la partie basse sert de cuisine.
Au plafond, de larges poutres de chêne permettent de fixer solidement l'imposant métier. De hautes fenêtres laissent rentrer la lumière.
Dans un coin, on trouve souvent un oiseau en cage. Sa bonne santé garantit l'absence de gaz toxiques.

## Étymologie

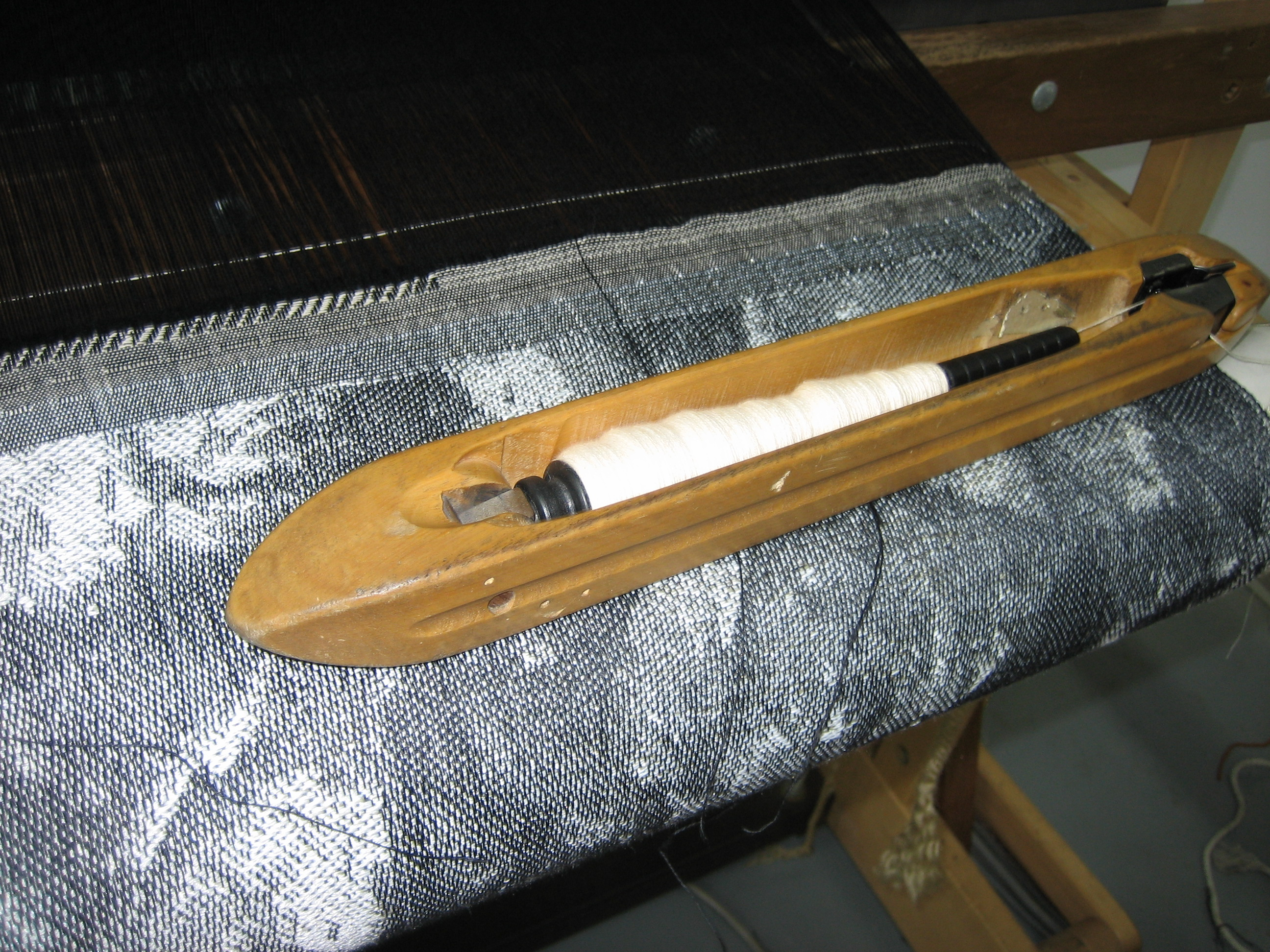
Canette et navette de métier Jacquard.

Le terme (dont on ne connaît pas précisément l'origine) apparaît pour la première fois en 1786 dans la Complainte historique sur le triste événement arrivé dans la ville de Lyon au mois d'août 1786, occasionné par une révolte faite par les ouvriers en soye et garçons chapeliers. Ce texte manuscrit relate la Révolte des deux sous (7 au 12 août 1786) et sollicite l'amnistie pour les canuts et chapeliers impliqués dans les troubles - amnisitie accordée le 13 septembre de la même année :

« La frayeur saisit les esprits

Des canuts, dont le chef est pris,

Et nonobstant la paix promise

Du chapitre par l'entremise,

Les juges royaux sans délai

Aux prisonniers font le procès. »

Le substantif féminin « canuse » est attesté en 1833.
Plusieurs hypothèses existent :
- Il pourrait s'agir de la condensation de l'expression « voici les cannes nues ! » (une canne sans breloque ni ruban étant considérée comme un signe de pauvreté).
- Il pourrait également venir du mot italien canuto qui signifie « chenu »[12].
- Mais, plus vraisemblablement, le mot « canut » désignerait celui qui utilise la canette (dévidoir à fil, en bois à bout ferré, qui navigue sur le métier en sonnant « bistanclaque-pan »). C'est l'hypothèse la plus anciennement formulée[13].

Le terme de « canut » relevant à l'origine du registre oral, les attestations écrites sont très rares avant les insurrections des années 1830. Cette rareté s'explique aussi par le fait qu'il était considéré alors comme péjoratif. La Description raisonnée du métier dit à la petite tire, parue en 1805, le qualifie de « triviale dénomination ». Le Journal du commerce du 21 juin 1827 contient cette note sur les ouvriers en soie lyonnais : « On les appelait jadis du sobriquet railleur de Canuts, et l'on disait quelquefois, pour exprimer le peu de génie qu'on leur supposait : tel jour ou dans tel incendie, il a péri trois hommes et un Canut ».
Afin de remplacer ce « sobriquet devenu à Lyon injurieux » L'Écho de la fabrique organisa, d'août 1832 à avril 1833, un concours destiné à trouver un nouveau terme générique désignant l'ensemble des fabricants d'étoffe en soie, par delà leurs spécialités telles que « veloutier », « satinier » ou « taffetatier ». L'enjeu était un abonnement gratuit et illimité. Le résultat de ce concours, qui donna lieu à d'étonnantes propositions telles que « soierinier », « bombixier », « omnitisseur » ou « soieriefèvre », n'a malheureusement jamais été publié par le journal.

## La presse canut
La presse canuse prend racine au XIXe siècle dans la conception de leur métier par les canuts, qui à cette époque là se considèrent comme développant non pas seulement un produit, mais surtout une économie politique. Par leur propre organisation industrielle, à savoir la fabrique, qui se distingue de l'organisation par manufacture, que voudraient leur imposer les négociants, ils gagnent leur pain, leur fierté. Mieux encore ils croient proposer à l'ensemble des travailleurs de tous métiers une solution politique capable d'assurer leur subsistance et leur existence productive et paisible. Dans cet esprit combatif, il leur paraît aller de soi de construire un organe de presse pour publier leur actualité et défendre leurs intérêts, car « La publicité a toujours été l'effroi de l'oppresseur, l'arène de l'équité, la garantie du faible », comme l'écrit le journal l'Indicateur dans son numéro 1 de janvier 1934.
Qui dit presse, dit imprimerie. Mais Dominique Varry, spécialiste de l'histoire du livre, affirme que, à cette époque, les imprimeries étaient surveillées de façon efficace et sévère par le pouvoir politique. Entre 1810 et 1870 les différents gouvernements ont créé et maintenu le système du brevet, une autorisation que devait acquérir après de nombreuses difficultés les imprimeurs, et qui pouvait leur être retiré du jour au lendemain sans explication. De plus la procédure imposait un serment de fidélité au régime. Il était donc extrêmement risqué d'imprimer des journaux défavorables aux forces en place.
Cinq imprimeurs ont accepté de travailler pour la presse canuse ; il s'agit de  Théodore Lépagnez, Hyacinthe Charvin, Jérôme Perret, Jean-Marie Boursy et Benoît Boursy, fils du précédent. Hyacinthe Charvin est l'imprimeur de la première série de l'Écho de la fabrique ; il imprime aussi La Glaneuse. Il cesse son activité en 1843, et va s'installer dans l'Ain, à Belley. Jérôme Perret imprime L'Homme rouge et L’Écho des travailleurs, ainsi qu'une petite brochure intitulée Banquet industriel pour l’anniversaire de la fondation de L’Écho de la fabrique, datée du 28 octobre 1832. Les Boursy père et fils exercent pendant un demi-siècle, de 1813 à 1863. Ils sont l'objet de nombreux rapports de police, qui dénoncent, par exemple : « Ce sont ses presses qui ont le monopole de la publication des pamphlets et des écrits républicains qui se répandent à Lyon. » Les maîtres-ouvriers en soie essaient de les protéger par des pétitions.

### L'irruption de la presse avec l'Écho de la Fabrique
Le 23 octobre 1831, quelques semaines avant la grande insurrection de novembre 1831, paraît l’annonce de la création du premier journal ouvrier à l’initiative des canuts : L’Écho de la Fabrique. Ce dernier permet le débat dans la communauté des canuts. Grâce à lui, les canuts vont s'informer, débattre, et tenter d'adapter le régime de la fabrique lyonnaise à l'évolution industrielle en cours, de manière à préserver leur autonomie et leur liberté. Parmi ses principaux rédacteurs on trouve Antoine Vidal (ouvrier en tulle, instituteur, rédacteur en chef jusqu'à son décès en 1832), Joachim Falconnet (un chef d'atelier qui créera d'autres journaux canuts par la suite) ou Marius Chastaing (juriste, chef d'atelier, directeur de 1832 à 1833). Ce journal tiendra la chronique des séances de prudhomme, voudra construire l'association industrielle, l'économie sociale ou l'enseignement mutuel, réfléchira avec les saint-simoniens, les fouriéristes et les républicains, prodiguera des conseils d'hygiène, des techniques de métier, et publiera quantité de poèmes, chansons, charades et blagues.
L’Écho de la Fabrique est aujourd'hui une base de recherche, par les méthodes de l'analyse de données textuelles, sur la façon dont se construit un sens dans les milieux de travail. Ce journal était pour les canuts le lieu d'une affirmation collégiale du discours des journalistes. Ils y trouvaient leurs propres repères, pour décrire la force de production canuse et par delà pour se l'approprier et lui donner un sens. Ainsi il est possible d'observer l'évolution littéraire des mots ouvrier, peuple ou prolétariat sous la plume d'Antoine Vidal. Le mot ouvrier y a plus une qualification de métier que de qualification de classe. Par exemple il participe à des expressions comme maître-ouvrier, chef d'atelier-ouvrier ; on le trouve également dans des expressions comme ouvrier de Lyon, ouvrier fabricant, ouvrier en soie. Sur cette base, qui qualifie une personne aussi bien qu'un groupe, Vidal va défendre son existence, le fait que cette personne, ce groupe, cette corporation, compte. C'est un motif très courant de l'époque, que l'on retrouve déjà dans les écrits révolutionnaires, par exemple chez Maximilien de Robespierre qui disait en 1789 :  « Le Peuple, qui est compté pour quelque chose, apprend à s’estimer lui-même. » Sur ce thème Vidal écrit, 40 ans après : « Le peuple sait aujourd’hui qu’il est pour quelque chose dans l’organisation sociale ». De l'estime de soi, on passe à l'organisation sociale : c'est un résumé de toute la position de l'Écho de la Fabrique. Cette notion de peuple va également nourrir la notion de prolétaire, d'abord en associant les deux par provocation, puisque peuple était une notion valorisante alors que prolétaire était une notion dévalorisante, provocation qui permettait de rejeter dans l'ombre la notion d'aristocratie, plaçant le prolétariat comme une action populaire et sociale. Par exemple, Vidal écrit : « Qu'on l'appelle peuple ou prolétaire, peu lui importe ; il sait qu'il est nécessaire dans l'organisation sociale ». Par ces actions linguistiques, les journalistes construisent des notions et des conceptions qui seront reprises dans les mouvements populaires qui suivront.

### Explosion et attachement à la ville
Dans les années 1833-1835 une quasi guerre s'engage au sein de la presse canuse, dans le contexte d'une explosion du nombre de ses titres. Ces disputes se glissent dans les débats pour le républicanisme ou pour le fouriérisme. Les intervenants se demandent qui est le vrai moteur de l'émancipation des travailleurs, qui est présent dans les combats, demandant aux autres des justifications. Beaucoup d'excès se font jour dans les avis des uns et des autres. Le mutuellisme, pour les uns ne sert à rien, pour les autres il est le sens de l'histoire. Même en pleine révolte de 1834, à coup d'articles incendiaires on s'accuse de faiblesses pendant les insurrections. Dans ces débats, les questions de personnes sont essentielles : M. Chastaing, l'un des animateurs principaux de l'Écho de la fabrique, est classé - ou soupçonné d'être - dans les républicains ; M. Falconnet, pourtant au centre des efforts d'associations industrielles, est accusé de ne pas être en faveur du mutuellisme ; etc. Le mutuellisme sortira vainqueur - pour un temps - de ce combat fratricide. Peut-être aussi le dynamisme des revues ouvrières, dont les affrontements rebondissaient en de multiples parties qui s'associaient ou se dissociaient : mutuellistes ou antimutuellistes, républicains contre fouriéristes, républicains politiques contre républicains sociaux, manuels contre intellectuels... Sans que l'on sache s'il y a cause à effet, la censure gouvernementale se renforce durant la période, se mettant à considérer des questions jusqu'alors économiques et sociales comme des sujets politiques. Ce raidissement sera fatal à l'Écho de la fabrique.
Dans ce contexte dynamique parait à Lyon un premier journal féministe intitulé Le Conseiller des femmes, créé par Eugénie Niboyet. Elle n'a pas de rapport direct avec les canuts, mais elle partage avec eux l'intérêt pour les théories de Saint-Simon et de Fourier. Elle défend un socialisme humanitaire et l'attention à la douleur et au monde ouvrier. Elle défend également l'éducation des femmes, à partir des idées de Johann Heinrich Pestalozzi, de Marc-Antoine Jullien de Paris, ou d'Albertine Necker de Saussure. En 1834 elle renomme ce journal Mosaïque lyonnaise,.
L'Écho de la fabrique est victime de la répression consécutive à la deuxième insurrection d'avril 1834, et doit cesser sa parution : son dernier numéro est celui du 4 mai 1834.
Dès le 21 septembre paraissent deux nouveaux journaux se réclamant de son héritage : L'Indicateur et la Tribune prolétaire. Ces deux journaux durent à peine un an, et cessent leur parution en juillet 1835. Ils s'adressaient aux métiers de la soie à Lyon, en traitant de questions industrielles (à l'époque, ce terme voulaient dire en gros l'organisation de la fabrication), les questions sociales ainsi que des œuvres littéraires. D'autres journaux nés à cette époque, s'inspiraient de l'esprit de l'Écho de la fabrique, mais ils cherchaient un public plus large. L'Indicateur, quant à lui, revendiquait faire pleinement partie de l'association mutuelliste au service des canuts ; il se concevait comme un centre de réflexion de l'économie sociale, menant la réalisation de la réforme commerciale, à tel point qu'il participera à la création de la première épicerie coopérative de Lyon, avec un nommé Michel Derrion, suivant les thèses du fouriérisme. Le but de la Tribune prolétaire était l'émancipation des ouvriers de la soie, en s'appuyant sur les chefs d'ateliers ; il rendait compte des travaux des prudhommes, cherchant quelquefois à les influencer. Ces deux journaux sont réprimés par le gouvernement en place (la Monarchie de Juillet) et disparaissent rapidement.
Une nouvelle floraison journalistique se produit entre 1840 et 1848. Elle se réfère à ce qui est devenu la "tradition" des journaux canuts : pas moins de quatre d'entre eux portent dans leur nom le terme de « Écho », à savoir  L’Écho des ouvriers (de 1840 à 1841), L’Écho de la fabrique de 1841 (de 1841 au 5 février 1845), L’Écho de la fabrique de 1845 (1845, six mois et quelques numéros), et L’Écho de l’industrie (1845 à 1847) ; du reste, les deux premiers étaient dirigés par Marius Chastaing, ex-directeur de l'Écho de la fabrique. La presse se diversifie ; d'une part, vers un élargissement du lectorat, s'adressant à d'autres publics que celui des métiers de la soie, et d'autre part au contraire à une spécialisation sur tel ou tel poste. De plus, ces journaux recherchent une identité doctrinale : le Travail (quelques numéros à partir de 1841) avait une orientation communiste, l'Avenir (1846-1847), dirigé par  Joseph Reynier, un canut chef d'atelier, était fouriériste. Ces journaux font partie de la « petite presse », tandis que les grands journaux lyonnais, tels Le Journal du commerce ou le Courrier de Lyon, font partie de la « grande presse ». Même au sein de la petite presse, les journaux canuts ont un esprit spécial, car ils se considèrent porteur d'une mission, si ce n'est d'un sacerdoce : promouvoir et défendre les intérêts de leur milieu. Ils contestent les positions politiques du reste de la presse si besoin ; ils fournissent des renseignements sur le métier de la soie introuvables ailleurs ; ils suivent au jour le jour les affaires de la fabrique ; ils revendiquent hautement les droits de la presse ouvrière ; ils rappellent la mémoire des révoltes de 1831 et 1834, organisant leurs commémorations. Ce sont des journaux corporatifs. Par exemple, si le Courrier de Lyon (grande presse) publie un article sur de supposées foules canuts agitées, tout aussitôt L'Écho de la fabrique de 1841 lui répond de façon incendiaire. Un autre thème fait partie de l'héritage des années 1830 : celui de l'association, du mutuellisme ; ce thème est abondamment relaté, dans des initiatives et des points de vue extrêmement variés. Les associations, menées par des chefs d'ateliers, par quartiers et par catégories de tissage, étaient les plus en vue.
L'année 1848 est une année charnière pour la presse canuts : le journal de métier typique cesse, pour devenir le journal du peuple. La « presse canuts », dans un sens strict, cesse d'exister, et ce qui était avant un journal canuts devient un porte-parole de la classe ouvrière. Cette année là voit une explosion de titres, feuilles éphémères, défendant les intérêts de la république démocratique populaire, où la présence canuts reste prépondérante, mais où le trait revendiqué des journalistes et du lectorat est d'appartenir au peuple républicain. À côté de la petite presse apparaît une « très petite presse », étroitement liée au milieu politique, hyper spécialisée, par exemple dans l'organisation d'élections dans un club de quartier, publiant discours et résolutions. Là encore, la notion d'association est l'engagement moteur. Ces journaux ont une importance majeure pour tout ce qui concerne l'organisation du travail à Lyon.
La presse lyonnaise reste vivace sous le Second Empire, c'est-à-dire dans les années 1850. La surveillance administrative du régime impérial permet même de suivre l'apparition d'une « presse imaginaire », constituée de déclarations de projet de journaux jamais réalisés, montrant que même les personnes modestes de la population lyonnaise veulent créer leur propre journal. Par exemple, Jean Rubin, un tisseur comme d'autres, avec deux métiers dans son logement du quartier Saint-Just (Lyon), souhaite en 1865 créer un journal intitulé « En avant les gones ». Un autre tisseur, ayant trois métiers, François Xavier Joseph Nové-Josserand, demande en 1866 à créer « Le journal du diable » ; l'enquête administrative attestera qu'il avait créé la chanson « Vive Guignol », faite dans un mauvais esprit selon les autorités, pour laquelle il sera poursuivi en diffamation. Mais le journal le plus lu des canuts est Le Progrès, journal lyonnais généraliste de la grande presse, qui vient de naître à l'époque. Il est d'orientation sociale et démocrate, et il soutient le développement du mouvement coopératif. Les canuts le lisent comme un grand journal de la ville, à laquelle ils sont désormais attachés. Même dans la petite presse, les organes qui soutiennent le souvenir des révoltes canuts deviennent rares. Ils ne sont plus un peuple surgissant, mais ils font partie de la société libérale en formation, et leur intégration dans la cité lyonnaise, dans le sens d'une ville organisée autour de la communauté et du travail, est largement avancée.

## Influence des canuts
Pour défendre leur dignité et leurs conditions de vie, les canuts se sont révoltés, mais ils ont aussi su inventer des formes inédites d’organisation sociale comme le « mutuellisme », le conseil des prud’hommes et les coopératives.

### Du «mutuellisme» au mutualisme
Après la crise économique de 1825, les canuts et leurs compagnons, encouragés par des catholiques, ont créé des sociétés de secours mutuel, alors que les associations à caractère professionnel (syndicalisme) sont interdites par la loi Le Chapelier.
Les sociétés mutuellistes regroupent des ouvriers qui, contre une cotisation mensuelle, reçoivent des secours en cas de maladie, de chômage ou lors de leur vieillesse.
En 1828, des chefs d’atelier fondent le « Devoir mutuel ». Pour contourner les dispositions du Code pénal qui interdisent les coalitions et répriment les rassemblements de plus de vingt personnes, celui-ci est organisé sous forme de société secrète et subdivisé en ateliers de vingt membres.
En février 1832, les ouvriers, compagnons et apprentis créent leur propre structure mutuelliste : la « Société des Ferrandiniers ».
En 1871, avec l’établissement de la IIIe République, le mutuellisme devient mutualisme.

### Le conseil prud’homal
Le premier conseil des prud’hommes a été créé par Napoléon en 1806 (loi du 18 mars 1806). Il concerne alors uniquement l’industrie de la soie à Lyon puis rapidement à Avignon (février 1808) mais toujours dans la même branche industrielle.
Il a une importance capitale pour les canuts et leur journal, L’Écho de la Fabrique, qui donne chaque semaine des comptes rendus des séances.
Très vite, les canuts dénoncent le rôle du conseil des prud'hommes « favorable aux marchands fabricants » et réclament la parité négociants-tisseurs au conseil.

### Les coopératives d’approvisionnement
En 1834, Michel-Marie Derrion expose les principes qu'il prône dans son ouvrage Le Commerce véridique et social.
Le 24 juin 1835, aidé de Joseph Reynier (chef d’atelier, saint-simonien et fouriériste), il ouvre la première coopérative française de consommation au 6 de la montée de la Grande-Côte (le numéro 95 actuel). Mais, après trois ans de fonctionnement, l’expérience de Derrion tourne court.
Les coopératives renaissent cependant à la Croix-Rousse après 1848.

## L’«esprit canut» aujourd'hui
Les Lyonnais, les « Croix-Roussiens » en particulier, se revendiquent fréquemment de l'« esprit canut ». Les références y sont nombreuses.

### Guignol

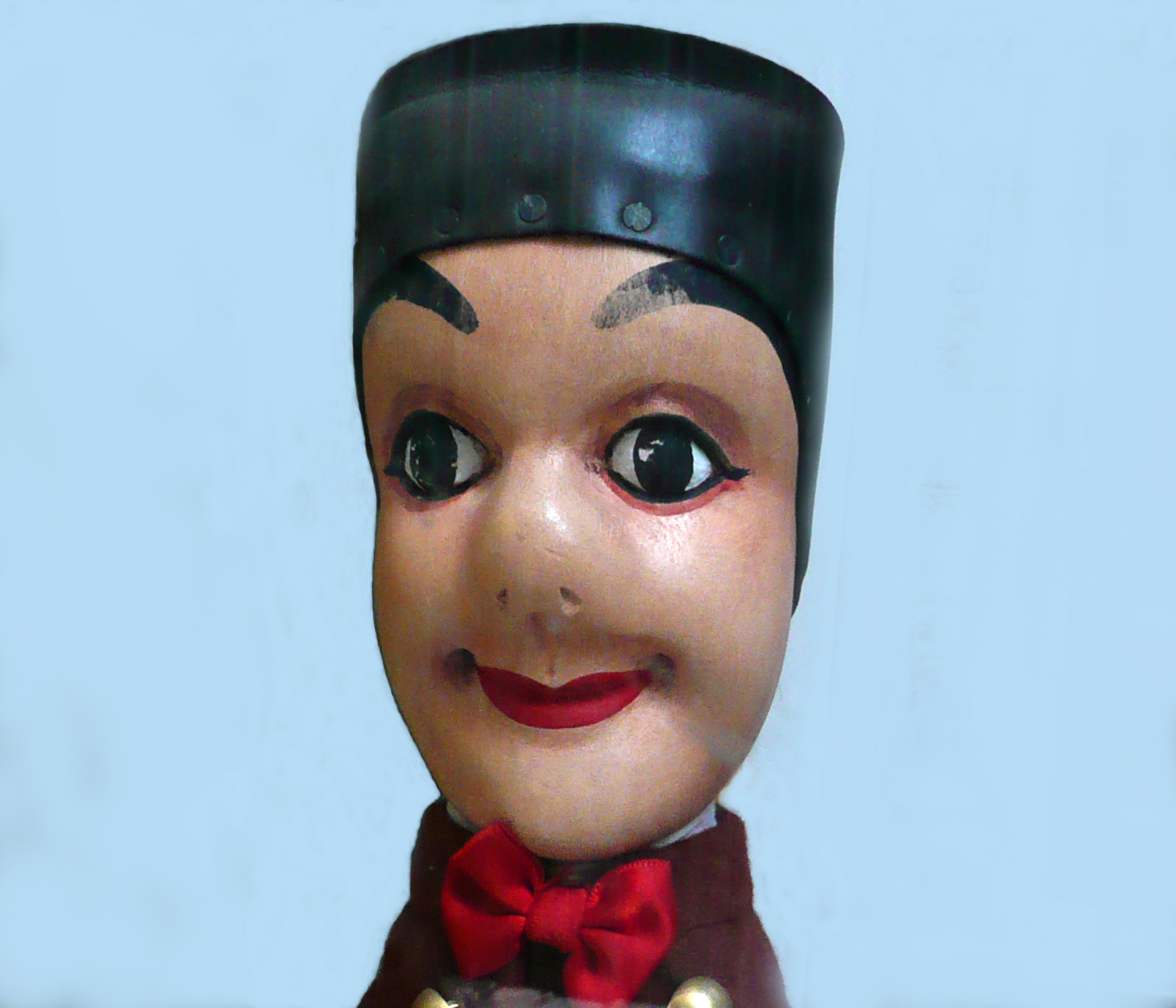
Guignol de Lyon

Laurent Mourguet, le créateur de Guignol, est né dans une famille de canuts. Lorsqu'il inventa sa célèbre marionnette, son public était composé d'ouvriers, issus des quartiers de Saint-Georges ou de la Croix-Rousse.
Ainsi, dans la pièce Le Déménagement, Mourguet fait de Guignol un canut désœuvré, habitant la Croix-Rousse. Dans de nombreuses autres pièces, même si sa profession varie (savetier, domestique, paysan), il utilise toujours un vocabulaire issu du parler canut.
Guignol est également habillé comme un canut. Sa coiffe ne laisse dépasser à l’arrière qu’une longue natte enrubannée, appelée salsifis, et qui a pour but d’éviter que les cheveux ne se prennent dans les fils des métiers à tisser.

### Le Chant des canuts
Le Chant des canuts (ou Les Canuts) a été écrit en 1894 par Aristide Bruant. Le texte est inspiré de la version française de Maurice Vaucaire du poème Les Tisserands de Silésie de Heinrich Heine. Ce chant remplaçait le chant historique original des tisserands silésiens révoltés tel qu'il est cité dans Les Tisserands de Gerhart Hauptmann, pièce mise en scène par André Antoine en 1893 au Théâtre-Libre à Paris dans une traduction de Jean Thorel. Interprété par Bruant à l'Exposition universelle de Lyon en 1894, Le Chant des canuts est devenu un célèbre chant de lutte, au même titre que Le Temps des cerises ou Bella ciao, et a été repris par Yves Montand, Leny Escudero ou plus récemment par Éric la Blanche.

### Le boulevard des Canuts
Le boulevard des Canuts est une voie de Lyon, située sur le plateau de la Croix-Rousse.

### Le mur des canuts
Sur environ 150 peintures murales dans l’agglomération, la ville en possède 65 dont le « mur des canuts », situé sur le boulevard des Canuts. Cette peinture murale réalisée en trompe-l’œil par la Cité de la création (coopérative d'artistes) couvre une surface de 1 200 m2, ce qui en fait le plus grand mur peint en trompe-l’œil d'Europe. Réalisée en 1987, cette peinture a été réactualisée en 1997, 2002 et 2013.
Les artistes de la Cité de la création ont acquis leur renommée en partie grâce à cette peinture qui a été une de leurs premières réalisations, et reste une de leurs œuvres majeures.
Étrangement, la première version du mur ne comportait pas de véritable référence aux canuts, si ce n'est la présence de Guignol. Il faudra attendre les versions suivantes pour voir apparaître des bobines de soie et un métier à tisser.

### La maison des canuts
Installée à la Croix-Rousse, rue d'Ivry, la maison des Canuts se veut « le conservatoire vivant du savoir-faire lyonnais en matière de soierie ». Elle regroupe un musée (démonstrations de tissage sur métiers à bras) et une boutique.

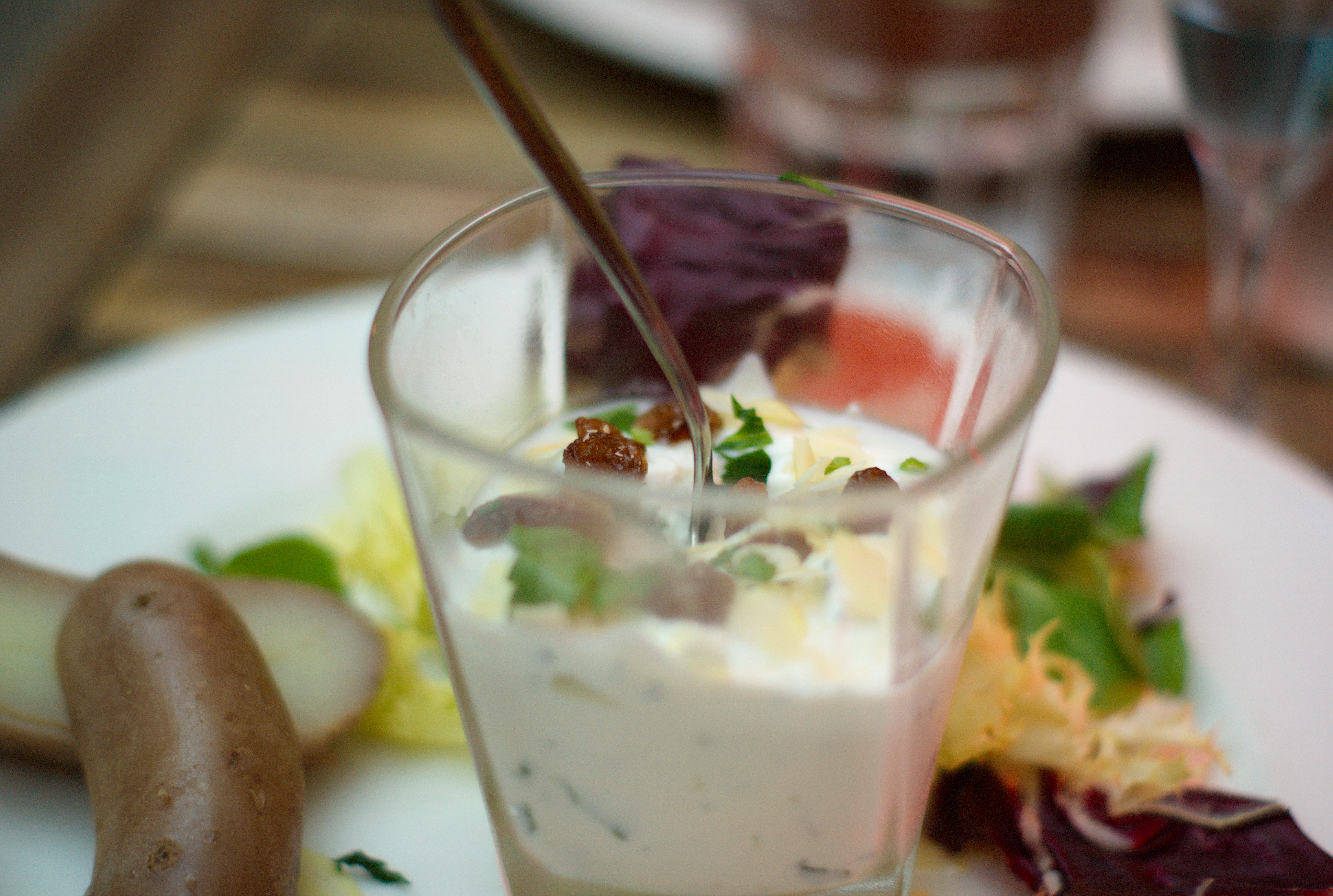
Cervelle des Canuts

### La cervelle de canut
Le mot « canut » se retrouve jusque dans la gastronomie lyonnaise avec un mets appelé cervelle de canut (spécialité à base de faisselle), il fait partie du mâchon.

### Associations
À la Croix-Rousse, de nombreuses associations se réclament de l'« esprit canut », parmi lesquelles : L’Esprit canut (association qui œuvre pour la création d'un musée des Canuts à Lyon), Radio Canut (radio associative dont le slogan est « La plus rebelle des radios ! »), I-canut (site internet, « portail citoyen » consacré à l'expression des associations et des habitants du quartier) ou encore la République des canuts (qui perpétue des traditions lyonnaises et organise chaque année des vendanges au clos des Canuts) ou Soierie vivante (pour la sauvegarde et la mise en valeur du patrimoine lyonnais des métiers de la soierie) qui organise des visites guidées dans les derniers ateliers de tissage du quartier.

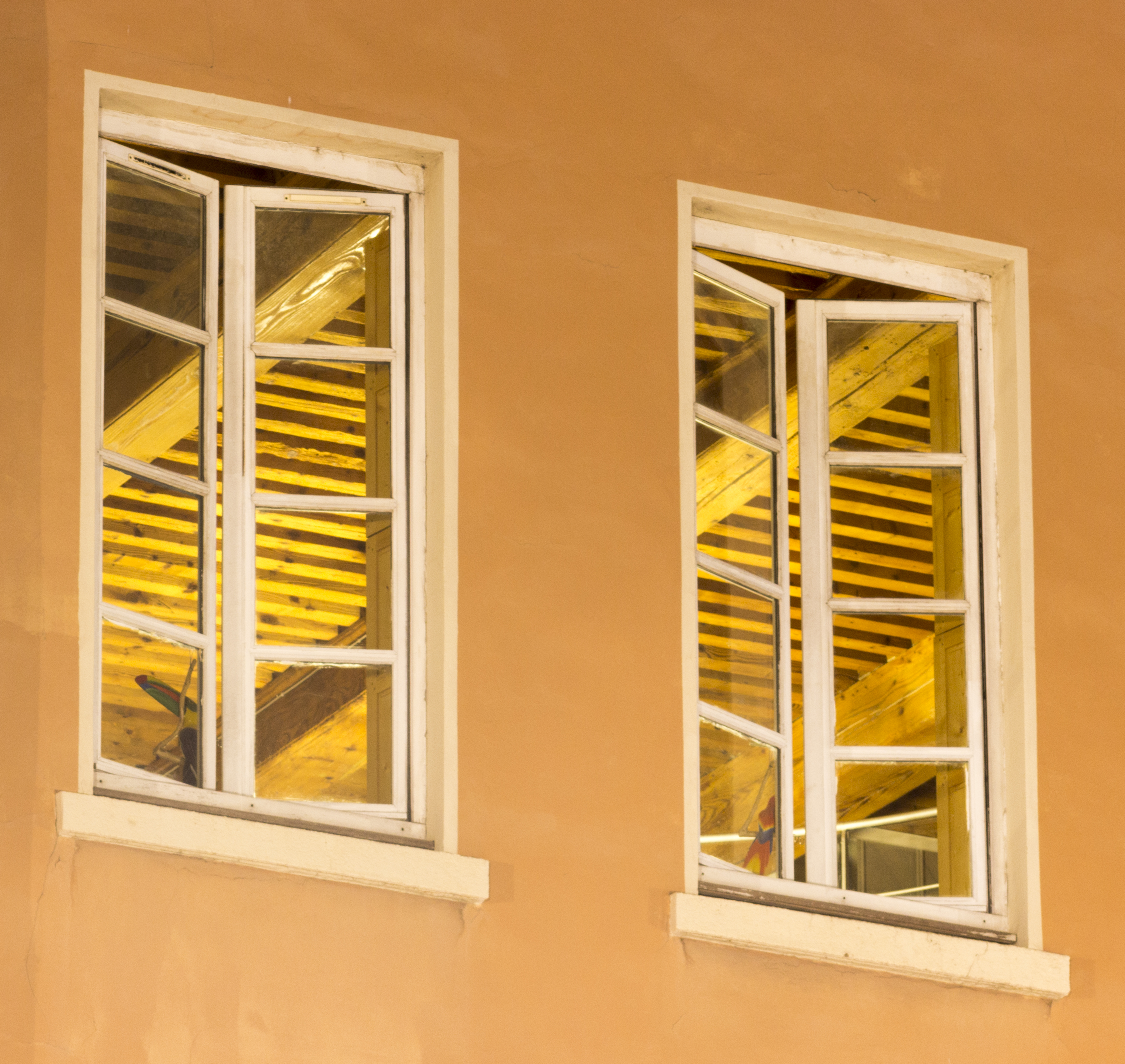
Détails de fenêtres Canut de la Maison Brunet à Lyon.

### Immeubles canuts
Typiques de la Croix-Rousse, les « immeubles canuts » sont des immeubles de cinq ou six étages abritant d'anciens appartements-ateliers. Ils sont caractérisés par des plafonds hauts, de hautes fenêtres, des poutres apparentes ainsi que des « soupentes » (mezzanines). La mécanique inventée par Jacquard et perfectionnée par Vaucanson se positionne au-dessus des métiers ce qui nécessite une hauteur de plafond importante (4 mètres) pour les accueillir

### Les canuts dans la fiction
- Le Seigneur de la Soie, roman de Carole Dagher, Éditions Plon, 2004.
- Le Chant des canuts, roman de Louis Muron, Paris, éd. Presses de la Cité, 2002.
- Les mûriers de la tourmente, roman de Karim Tabet, Paris, Éditions Tensing, 2014.

```
   Les Noces de soie, Éditions Calmann-Lévy, coll. « France de toujours et d'aujourd'hui », 2012
   La Villa des Térébinthes, Les Noces de soie Tome 2, Éditions Calmann-Lévy, coll. « France de toujours et d'aujourd'hui », 2013
   Rendez-vous à Fontbelair, Les Noces de soie Tome 3, Éditions Calmann-Lévy, coll. « France de toujours et d'aujourd'hui », 2013
```

Littérature jeunesse
- Claudine de Lyon, roman de Marie-Christine Helgerson, Paris, éd. Flammarion, 1998.
- La Révolte à deux sous, roman de Bernard Clavel, éditions Albin Michel, 1992.